# 恆馞
貝子恆馞（1907年1月17日—1956年），字次馨、號墨波，敏達貝勒毓朗第二子，母妾李靜塵，其父為李大，定親王系第八代。
他在光緒三十二年十二月（合1907年）出生。1912年，溥仪退位。依照《清室優待條件》，清朝宗室仍可袭封。民國十一年十一月（1922年）接替父親成為定親王第八代，但因為定親王並非世襲罔替的爵位，因此他的封爵只是貝子。